# Bances
Bances es una entidad de población española de la parroquia de Santianes, perteneciente al municipio de Pravia, en la comunidad autónoma de Asturias.

## Historia
Hacia mediados del siglo XIX, el lugar ya pertenecía a la parroquia de Santianes del municipio de Pravia. Aparece descrito en el tercer volumen del Diccionario geográfico-estadístico-histórico de España y sus posesiones de Ultramar de Pascual Madoz con las siguientes palabras:

BANCES: l. en la prov. de Oviedo, ayunt. de Pravia y felig. de San Juan de Santianes (V.).
(Madoz, 1846, p. 343)

En 2023, la entidad singular de población tenía empadronados 110 habitantes, de los que 103 lo estaban en el núcleo de población de ese nombre y los otros 7 diseminados.